# Mülheim-Kärlich
Mülheim-Kärlich (pronunciación en alemán: /ˈmyːlhaɪ̯m ˈkɛːɐ̯lɪç/ (escucharⓘ)) es una ciudad situada en el distrito de Mayen-Coblenza, en Renania-Palatinado, Alemania. Tiene una población estimada, en 2024, de 11 159 habitantes.
Está integrada en la municipalidad colectiva de Weißenthurm.
Se localiza en la orilla izquierda del río Rin, en frente de Neuwied, aproximadamente a 12 km al noroeste de Coblenza.